# Reiferscheid (Ruppichteroth)
Reiferscheid ist ein Ortsteil der Gemeinde Ruppichteroth im Rhein-Sieg-Kreis.

## Geographie
Der Weiler liegt auf den Hängen des Bergischen Landes. Nachbarorte sind Thilhove im Nordosten, Büchel im Osten und Broscheid im Norden. Im Süden von Reiferscheid liegt die Burg Herrnstein.

## Geschichte
1712 lebten hier 7 Haushalte mit 30 Seelen: Peter Köhler, Bertram Köhler, Wilhelm Hoscheid, Wilhelm Ezenbach, Henrich Schneider, Bertram Büchel und Wimar Büchel.
1809 hatte der Ort 34 katholische Einwohner.
1843 wohnten hier 61 katholische Einwohner in 12 Häusern.
1910 waren für Reiferscheid die Haushalte Ackerer Heinrich Balensiefer, Jagdaufseher Fritz Busch, Witwe Ernst Josef Feld, Ackerin Witwe Philipp Feld, Ackerer Wilhelm Feld, die Ackerer Johann und Philipp Franken sowie die Ackerer Johann und Peter Josef Schmitt verzeichnet. Damals gehörte Reiferscheid zur Gemeinde Winterscheid.